# Rhachicreagra chrysonota
Rhachicreagra chrysonota är en insektsart som beskrevs av David M. Rowell 2000. Rhachicreagra chrysonota ingår i släktet Rhachicreagra och familjen gräshoppor.

## Underarter
Arten delas in i följande underarter:
- R. c. chrysonota
- R. c. salazari